# Isabelle Ritter
Isabelle Ritter (* 1985 in Bern) ist eine Schweizer Jazzmusikerin (Gesang, Songwriting).

## Leben und Wirken
Isabelle Ritter bekam seit dem sechsten Lebensjahr klassischen Klavierunterricht, später lernte sie Jazzpiano. Ab 2004 erhielt sie klassischen Gesangsunterricht bei Veronika Zimmermann. Zwischen 2007 und 2012 studierte sie an der Hochschule der Künste Bern im Fach Jazzgesang bei Sandy Patton, Andreas Schaerer, Agnes Heginger, Denise Bregnard und Efrat Alony (mit Nebenfach Komposition), wo sie sowohl den Bachelor (2010) als auch den Master absolvierte. Auch absolvierte sie Kurse und Masterclasses bei Robin D., Sidsel Endresen und Phil Minton.
Mit (aktuell) Doris McVeigh, Nina Gutknecht und Xenia Zampieri bildete Ritter das A-cappella-Quartett The Sparklettes, mit dem sie seit 2013 mehrere Alben, dabei auch ein Album mit Joe Haider und Orchester, veröffentlichten. In ihrem eigenen Projekt Elisa Day formt sie Texte von Rilke, Ringelnatz oder Morgenstern ebenso wie eigene Erfahrungen «zu liebevoll schrägen Songs». Daneben betreibt sie das Cover-Duo «Little Wings» und spielt Electro-Pop mit «FL∆KE». Mit Ben Zahlers Projekt «8 Octopi», das sich aus seiner Gruppe «Songgoing» entwickelte, legte sie das Album Errors in Disguise vor. Weiterhin gehörte sie zu Marena Whitcher's Shady Midnight Orchestra (Ghostology).

## Diskographische Hinweise
- FL∆KE: Sounds Without Words (2014, mit Thierry Lüthy)
- Elisa Day: Atme und zähle bis zehn (QFTF 2017, mit Lukas Frei, Nils Fischer, Florian Favre, Jeremias Keller, Christoph Steiner)
- Ben Zahler’s Songgoing: Quietly Cold (TCB Records 2018, mit Thomas Baumgartner, Marco Nenninger)[4]
- Joe Haider Jazz Orchestra feat. The Sparklettes: Back to the Roots (Double Moon Records 2018, mit Dave Blaser, René Mosele, Lukas Wirz, Daniel Blanc, Thomi Geiger, Domenic Landolf, Raffaele Bossard, Dominic Egli, Doris McVeigh, Isabelle Ritter, Nina Gutknecht, Xenia Zampieri)
- 8 Octopi: Errors in Disguise (Berthold Records 2023, mit Iannis Obiols, Ilya Alabuzhev)